# Pterotaea newcombi
Pterotaea newcombi là một loài bướm đêm trong họ Geometridae.